# Gschnaidt
Gschnaidt est une ancienne commune autrichienne du district de Graz-Umgebung en Styrie, incorporée depuis janvier 2015 à la municipalité de Gratwein-Straßengel.